# Machów (województwo lubelskie)
Machów – wieś w Polsce położona w województwie lubelskim, w powiecie opolskim, w gminie Wilków. Leży na prawym brzegu Wisły.
| SIMC    | Nazwa  | Rodzaj    |
| ------- | ------ | --------- |
| 1023285 | Czupel | część wsi |

W latach 1975–1998 miejscowość należała administracyjnie do ówczesnego województwa lubelskiego.
Wieś stanowi sołectwo w gminie Wilków. Według Narodowego Spisu Powszechnego z roku 2011 wieś liczyła 165 mieszkańców.
31 maja 1944 r. w okolicach Machowa partyzanci z BCh i AK zatopili niemiecki statek Tannenberg na Wiśle.
Wierni Kościoła rzymskokatolickiego należą do parafii św. Floriana i św. Urszuli w Wilkowie.